# Maytenus robusta
Maytenus robusta é uma espécie arbórea que pode ser encontrada em florestas estacionais deciduais tanto na regeneração natural quanto no componente arbóreo da vegetação. Pode atingir até 12 metros de altura, possuindo a extremidade de seus ramos em formato cilíndrico. Pode ser encontrada no litoral dos estados brasileiros de São Paulo, Paraná e Santa Catarina, no interior de Goiás, Minas Gerais e São Paulo; na restinga, e em matas.